# Называй её дикой
«Называй её дикой» (англ. Call Her Savage) — чёрно-белая драма 1932 года по мотивам романа Тиффани Тейера. Предпоследний фильм Клары Боу.

## Сюжет
Фильм начинается с нападения индейцев на поезд, во время которого они перебивают всех пассажиров. Один из немногих выживших, старик по имени Морт, обвиняет в случившемся техассца Сайласа Дженнингса — он говорит, что это кара господня за грехи Сайласа, который вне брака живёт с женщиной. После того, как Морт называет любовницу Сайласа шлюхой и пророчит, что за прелюбодеяние будут расплачиваться его потомки вплоть до четвертого колена, техассец прерывает речь старика, наступив ему на горло, и таким образом убивает его.
Проходит восемнадцать лет. Дочь Сайласа, молодая женщина Рут, выходит замуж на Питера Спрингера. Он часто отлучается в деловые поездки и в его отсутствие Рут встречает индейца по имени Ронаса. Между ними вспыхивает страстное чувство, но вскоре, повинуясь отцу, Ронаса разрывает отношения с Рут, которая к тому времени беременна от него, и женится на дочери вождя соседнего племени. Дочь Рут, которую назвали Наса, по мере взросления превращается в чрезвычайно своенравную девушку со взрывным темпераментом. После того, как она в запале наносит удар кнутом своему преданному товарищу, индейцу-полукровке по имени Лунный свет, Питер Спрингер — к тому времени один из самых богатых жителей Техаса — принимает решение отправить её для исправления в частную школу для девушек в Чикаго.
В Чикаго Насе предстоит присутствовать на торжестве в честь её первого появления в свете. Незадолго до этого события Питер Спрингер в интервью газете объявляет, что выбрал для дочери жениха, некоего Чарли Моффета, и что на балу будет объявлено о помолвке. Наса приходит в бешенство и из чувства противоречия заводит роман с местным светским львом Ларри Кросби.
Наконец наступает день торжества. Увидев на балу любовницу Ларри, Санни де Лейн, девушка в припадке ревности оттаскивает её за волосы. Затем Ларри делает предложение Насе. Девушка принимает его, надеясь, что таким образом сыграет над отцом неплохую шутку. После свадьбы Питер Спрингер отвергает дочь со словами, что больше не желает её видеть. В брачную ночь Ларри напивается и, проведя несколько часов в постели с юной супругой, уходит играть с друзьями в покер. Расстроенная его уходом Наса понимает, что Ларри женился на ней только затем, чтобы отомстить Санни за то, что она появилась на балу в её честь с другим кавалером.
После того, как Ларри уезжает и оставляет её в одиночестве, Наса пытается развлечься, тратя деньги супруга на меха и драгоценности. Затем её извещают, что Ларри, находясь в Новом Орлеане, серьёзно заболел и просит её приехать. Во время их встречи он пытается изнасиловать Насу. Девушка сопротивляется и наносит мужу удар по голове. Вскоре она понимает, что беременна. Роды начинаются раньше положенного срока, и, произведя на свет семимесячного ребёнка, Наса бросает Ларри и снимает комнату в дешевом пансионе.
Когда у неё заканчиваются деньги, Наса оставляет младенца с соседкой и выходит на улицу, чтобы проституцией добыть средства к существованию. После своего грехопадения она возвращается в пансион, и видит, что в квартире начался пожар — соседка, напившись, уронила спичку, — а её дитя погибло, задохнувшись дымом. Вскоре после трагедии её находит друг детства Лунный свет. Он разыскал Насу, чтобы сообщить, что её дедушка умер и завещал ей 100 тысяч долларов. Он пытается утешить Насу, но девушка, переживая гибель ребёнка, остаётся равнодушной к его чувствам.
Далее Наса разводится с Ларри и уезжает в Нью-Йорк, где приступает к работе в эскорт-агентстве. К ней испытывает влечение Джей Рэнделл, пресыщенный радостями жизни сын миллионера. Вскоре отец Джея приглашает молодых людей на ужин. Там Насу ждет неприятный сюрприз — будучи осведомлен о прошлом девушки и её темпераменте, отец Джея решил спровоцировать её и пригласил на ужин Ларри Кросби и Санни де Лейн. Как и следовало ожидать, ужин заканчивается скандалом — Ларри рассказывает о ребёнке Насы и обстоятельствах, из-за которых тот умер, а Джей между обвинениями в безответственности называет девушку «дикой».
После случившегося Наса окончательно разочаровывается в мужчинах. Узнав, что её мать заболела, она возвращается в Техас, где Рут умирает с именем Ронасы на устах. После того, как Лунный свет рассказывает Насе о видном индейском вожде Ронасе, который покончил с собой из-за любви к прекрасной белой женщине, Наса понимает, что этой женщиной была её мать. Она признается Лунному свету, что горда своим смешанным происхождением и соглашается стать его женой.

## В ролях
| Актёр             | Роль                                         |
| ----------------- | -------------------------------------------- |
| Клара Боу         | Наса «Динамит» Спрингер                      |
| Гилберт Роланд    | Лунный свет                                  |
| Фред Кёлер        | Сайлас Дженнингс                             |
| Эстель Тейлор     | Рут Спрингер                                 |
| Уиллард Робертсон | Питер Спрингер                               |
| Велдон Хейбёрн    | Ронаса                                       |
| Монро Оусли       | Ларри Кросби                                 |
| Телма Тодд        | Санни де Лейн                                |
| Энтони Джовитт    | Джей Рэнделл                                 |
| Мэрилин Ноулден   | Рут Спрингер в детстве (в титрах не указана) |